# Довер (Північна Кароліна)
Довер (англ. Dover) — місто (англ. town) в США, в окрузі Крейвен штату Північна Кароліна. Населення — 349 осіб (2020).

## Географія
Довер розташований за координатами 35°12′56″ пн. ш. 77°26′2″ зх. д. / 35.21556° пн. ш. 77.43389° зх. д. (35.215503, -77.433751).  За даними Бюро перепису населення США в 2010 році місто мало площу 2,47 км², уся площа — суходіл.

## Демографія
Згідно з переписом 2010 року, у місті мешкала 401 особа в 173 домогосподарствах у складі 113 родин. Густота населення становила 162 особи/км².  Було 197 помешкань (80/км²).
Расовий склад населення:
| - 55,4 % — чорних або афроамериканців - 43,4 % — білих - 0,7 % — корінних американців |

До двох чи більше рас належало 0,5 %. Частка іспаномовних становила 0,0 % від усіх жителів.
За віковим діапазоном населення розподілялося таким чином: 24,4 % — особи молодші 18 років, 55,6 % — особи у віці 18—64 років, 20,0 % — особи у віці 65 років та старші. Медіана віку мешканця становила 40,1 року. На 100 осіб жіночої статі у місті припадало 78,2 чоловіків;  на 100 жінок у віці від 18 років та старших — 79,3 чоловіків також старших 18 років.
Середній дохід на одне домашнє господарство  становив 39 681 долар США (медіана — 28 750), а середній дохід на одну сім'ю — 49 784 долари (медіана — 44 375). За межею бідності перебувало 30,3 % осіб, у тому числі 66,1 % дітей у віці до 18 років та 6,5 % осіб у віці 65 років та старших.
Цивільне працевлаштоване населення становило 113 осіб. Основні галузі зайнятості: виробництво — 35,4 %, освіта, охорона здоров'я та соціальна допомога — 22,1 %, фінанси, страхування та нерухомість — 8,8 %, будівництво — 8,8 %.